# Frederik Børgesen
Fredrik Christian Emil Børgesen (1er janvier 1866, Copenhague - 22 mars 1956, Frederiksberg) est un botaniste et un phycologue danois. Après son diplôme en botanique de l'Université de Copenhague il travailla comme assistant au Musée botanique (1893-1900). Sa thèse de doctorat portait sur les algues marines des îles Féroé (1904). Par la suite il devint bibliothécaire à la Bibliothèque du Jardin botanique (1900 à 1935).
Il effectua des enquêtes sur les algues marines par exemple autour de l'Inde, à Maurice, aux îles Canaries et aux Antilles.
De nombreuses espèces ont reçu son nom en son honneur, par exemple Coccoloba borgesenii (Polygonaceae) et de nombreuses algues, par exemple Hypnea boergesenii (Hypneaceae) et Padina boergesenii (Phaeophyceae).

## Choix de publications
- Børgesen, F. & Paulsen, O. (1898) Om Vegetationen paa De dansk-vestindiske Øer. København: Nordisk Forlag. 114 pp[1].

Ce travail est le résultat d'études menées au cours de l'expédition au Venezuela et aux Antilles organisée par Eugen Warming en 1891-1892.
L'ensemble du travail a une apparence "warmingienne" caractéristique, organisé comme il est d’après les types principaux de végétation (végétation halophyte, végétation psammophyte, etc.) et avec les descriptions (y compris les dessins au trait) de la morphologie des feuilles et des tiges en relation avec l'habitat. Børgesen et Paulsen étaient des élèves d’Eugen Warming. Par la suite, tous les deux ont suivi leurs propres voies, surtout pour la phycologie et la biologie marine.
- Botanique des îles Féroé

Ces trois études ont ensuite été réimprimées en un seul volume:
- - Børgesen, F. (1903) Marine algæ. In Vol. II, p. 339–532. Copenhague et Londres
  - Børgesen, F. (1908) The algæ-vegetation of the Færöese coasts, with remarks on the phyto-geoography. In Vol. III, p. 683–834. Copenhagen and London[2].
  - Børgesen, F. & Jónsson, H. (1908) The distribution of the marine algæ of the Arctic Sea and of the northernmost part of the Atlantic. In Vol. III Appendix pp. i-xxviii.
- Børgesen, F. (1904) "Om Algevegetationen ved Færøernes Kyster". Gyldendalske Boghandel, Copenhagen. Doctoral dissertation, University of Copenhagen.
- Børgesen, F. & Raunkiær, C. (1918) ""Mosses and Lichens collected in the former Danish West Indies"". Dansk Botanisk Arkiv 2(9):1-18.
- Børgesen, F. (1913–14) ""The marine Algæ of the Danish West Indies"", Vol I. ""Chlorophyceæ and Phæophyceæ"". Dansk Botanisk Arkiv 1(4) and 2(2). 226 pp.
- Børgesen, F. (1915–20) ""The marine Algæ of the Danish West Indies"", Vol. II. Rhodophyceæ; with addenda to the Chlorophyceæ, Phæophyceæ and Rhodophyceæ. Dansk Botanisk Arkiv 3. 504 pp.

On utilise l'abréviation standard auteur Børgesen pour l'indiquer comme l'auteur quand on cite un nom botanique